# Vox (red social)
Vox era un servicio de blogs de Internet dirigido por Six Apart. Anunciado el 21 de septiembre de 2005 por la presidenta de Six Apart Mena Trott en la conferencia DEMO Fall bajo el nombre en clave «Project Comet», el sitio comenzó pruebas alfa privadas en marzo de 2006. En junio de 2006, el sitio entró en la fase beta pública—abriendo el registro a usuarios externos de forma limitada a través de un sistema de invitación—y la transición a su nombre oficial de Vox, trasladando el sitio al dominio Vox.com. Vox fue lanzado oficialmente el 26 de octubre de 2006, con el registro abierto al público en general.
Desarrollado como un servicio orientado a Web 2.0, Vox enfatizó las funciones de redes sociales integradas y de interacción con la comunidad; una estética simple y limpia, con un sistema de publicación fácil de usar; controles de privacidad granular para permisos de visualización de contenido; y el contenido rico de los medios, incluyendo la integración con los varios servicios de la web tales como Amazon.com, YouTube, Flickr, y Photobucket. Vox fue escrito en Perl, utilizando el marco Catalyst.
El 2 de septiembre de 2010, Six Apart anunció que Vox cerraría permanentemente a finales de mes, proporcionando herramientas de exportación a su plataforma de blogs TypePad y a Flickr. El nuevo contenido podría ser publicado en el servicio hasta el 15 de septiembre de 2010. La compañía de publicidad VideoEgg adquirió Six Apart el mismo mes, nombrando a la compañía combinada SAY Media. Vox cerró permanentemente el 30 de septiembre de 2010 a las 3:20 p. m. hora del Pacífico.
En 2013, SAY Media vendió el dominio de Vox.com a Vox Media, que lo utilizaría para el sitio web de noticias de Vox Media Vox, que se lanzó en marzo de 2014.

## Lanzamientos
En camino al lanzamiento de Vox, las versiones de software del servicio fueron nombradas en homenaje a personalidades de The Daily Show; el lanzamiento 15 fue nombrado Stewart, mientras que los lanzamientos 14, 13, 12, 11, 10, y 9 fueron nombrados Colbert, Corddry, Bee, Carell, Littleford y Rocca, respectivamente.
Aplicado en un comunicado el 10 de noviembre de 2006, fallas menores fueron arregladas. También dio la liberación de beta testers de Vox, los que antes se han sumado a la versión inicial, un tema especial, así como un banner en su perfil de la designación de los probadores beta.

## Características
Algunas de las funciones de Vox incluyen:
- Aplicación de los diseños predefinidos
- Subida de vídeos
- Puestos de control que están a disposición del público
- Vinculación de los contenidos de otros sitios, tales como: YouTube, Flickr, iStockphoto, Photobucket, etc.
- Capacidad para crear sus propias pancartas, para personalizar el blog.